# Plataforma de exportação
Plataforma de exportação é um modelo econômico usado pela primeira vez, e com sucesso, por quatro antigos territórios agrícolas da Ásia (Coreia do Sul, Singapura, Taiwan e Hong Kong) que se tornaram altamente industrializados e que são hoje grandes exportadores de produtos manufaturados e de alta tecnologia.
As quatro plataformas de exportação originais receberam o título de Tigres Asiáticos, especialmente pelo seu acentuado crescimento econômico e industrial entre as décadas de 1970 e 1980.
Outros quatro países asiáticos também estão se tornando plataformas de exportação, são eles: Indonésia, Malásia, Tailândia e Filipinas.
A plataforma de exportações consiste no incentivo governamental para a modernização dos produtos internos. É uma questão de sobrevivência: os governos isentam os impostos alfandegários e internos, o que provoca uma imigração de empresas multinacionais para o país. Assim, as empresas nacionais são "obrigadas" a se modernizar para poder concorrer com as multinacionais, expandindo assim, a economia e tecnologia nacional. Além disso, o governo oferece empréstimos a juros baixos para as empresas que estiverem dispostas e se comprometerem com o desenvolvimento, crescimento e ajuda à economia nacional. 
Apesar de ser um método muito arriscado, mostrou bons resultados nos Tigres Asiáticos, que hoje representam fortes potências no panorama econômico mundial. 